# Дейвид Атънбъро
Сър Дейвид Атънбъро, CBE (на английски: David Attenborough) е известен британски естественик и популяризатор на естествознанието, създател на редица научнопопулярни филми за природата през 80-те и 90-те години, бивш главен директор на Би Би Си 2 и програмен директор на телевизия Би Би Си през 60-те и 70-те години.

## Биография

### Образование
Роден е на 8 май 1926 г. в Лондон, Англия, брат е на режисьора Ричард Атънбъро. Детството си прекарва в студентския кампус на Лестърския университет, където баща му Фредерик Атънбъро е директор. Дейвид е средният от трима братя (по-малкият се казва Джон, а по-възрастният е Ричард). През Втората световна война родителите му осиновяват две еврейски момичета, осиротели след нацисткия Холокост.
Дейвид проявява любовта си към науката още от малък, прекарвайки часове наред в събиране на фосили, минерали и всякакви други природни обекти. Насърчение в тази насока той получил едва на седемгодишна възраст, когато британската археоложка Жакита Хоукс била възхитена от малкия музей на детето и го похвалила за усърдието му. Няколко години по-късно Дейвид получил като подарък от едната си доведена сестра парче кехлибар, пълно с праисторически създания. 50 години по-късно това късче кехлибар попада във фокуса на водената от Атънбъро програма „Кехлибарената машина на времето“.
Малкият Дейвид учи в Уиджистънската мъжка гимназия и печели стипендия за Клеър Колидж към Кеймбриджкия университет. Там той изучава геология и зоология и получава степен за естествени науки.